# Wirus różyczki
Wirus różyczki – wirus, jedyny przedstawiciel rodzaju Rubivirus, należy do rodziny Togaviridae, ale nie do rodzaju Arboviridae, do którego należą pozostałe Togaviridae. Zakaża różne gatunki naczelnych i innych ssaków, u człowieka wywołuje różyczkę.

## Epidemiologia
Wirus różyczki jest rozpowszechniony na całym świecie. Przeglądy serologiczne pokazują, że obecnie w Europie ponad 70% kobiet posiada IgG przeciwko antygenom różyczki. Przed wprowadzeniem obowiązkowych szczepień obserwowano stosunkowo częste epidemie wśród dzieci w wieku szkolnym. Ostatnie ogniska epidemiczne odnotowano w latach siedemdziesiątych. Choroba występuje zwykle późną zimą lub wczesną wiosną, przenoszona jest wyłącznie drogą kropelkową.

## Charakterystyka biologiczna
Wirus różyczki jest stosunkowo łatwy w hodowli na różnych liniach komórkowych, w niektórych (np. linii Vero lub komórkach nerki królika) wywołuje efekt cytopatyczny. Zakażenie komórki sprawia, że staje się ona niewrażliwa na infekcję innymi wirusami. Znany jest tylko jeden serotyp wirusa.

## Obraz kliniczny
Różyczka jest zazwyczaj łagodną chorobą gorączkową, przebiegającą z delikatną plamisto-grudkową wysypką podobną do odrowej. Chorobie towarzyszy powiększenie węzłów chłonnych za uszami oraz niekiedy bóle stawowe, które częstsze są u dziewcząt. Objawy ujawniają się po różnie długim okresie wylęgania, trwającym zazwyczaj 12 do 23 dni.

Możliwe powikłania dotyczą stawów (występujące zwykle u kobiet wędrujące zapalenie stawów), układu krwiotwórczego (małopłytkowość lub skaza krwotoczna) oraz układu nerwowego (rzadko występujące zapalenie mózgu cechujące się wysoką śmiertelnością). Różyczka najgroźniejsza jest dla kobiet w ciąży, zwłaszcza w pierwszym trymestrze kiedy zakażenie jest czynnikiem ryzyka wystąpienia ciężkich wad wrodzonych płodu.

## Odpowiedź immunologiczna
Swoiste IgM pojawiają się kilka dni po zakażeniu i ich poziom obniża się do niewykrywalnego w przeciągu kilku tygodni lub miesięcy. Ich szybkie pojawienie się w surowicy jest wykorzystywane w diagnostyce. IgG pojawiają się później niż IgM, ale w przeciwieństwie do nich mogą utrzymywać się w surowicy latami, co zwykle zapewnia dożywotnią odporność na zakażenie. W przypadku zakażenia wtórnego nie występuje wiremia, nie jest też ono groźne dla rozwijającego się płodu.

## Diagnostyka
- diagnostyka serologiczna – wykorzystuje się odczyny zahamowania hemaglutynacji, ELISA lub techniki radioimmunologiczne
- w badaniach przesiewowych używa się testu hemolizy radialnej, odczynów lateksowych lub ELISA
- izolacja wirusa przeprowadzana jest na określonych liniach komórkowych, w których jego obecność jest zazwyczaj wykrywana za pomocą immunofluorescencji
- zakażenia wrodzone mogą być rozpoznane postnatalnie poprzez oznaczenia we krwi pępowinowej lub krwi noworodka wkrótce po urodzeniu; prenatalnie obecność wirusa można wykazać we krwi płodu, płyn owodniowym pobranym przez amniopunkcję lub w bioptatach kosmówki

## Immunoprofilaktyka
W Polsce szczepienie przeciwko wirusowi różyczki jest obowiązkowe w 13-14 miesiącu życia oraz w 10 roku życia (dawka przypominająca). Stosuje się szczepionkę żywą atenuowaną, skojarzoną ze szczepieniami przeciw odrze i śwince. Przeciwwskazaniami są:
- wczesny okres ciąży (kobietom nie zaleca się zachodzenia w ciążę w miesiąc przed i miesiąc po szczepieniu)
- upośledzona odporność lub immunosupresja
- choroba gorączkowa
- uczulenie na jeden ze składników szczepionki